# جيري غراي (لاعب كرة قدم أمريكية)
جيري غراي (بالإنجليزية: Jerry Gray) هو لاعب كرة قدم أمريكية أمريكي، ولد في 16 ديسمبر 1962 في لوبوك في الولايات المتحدة.

## وصلات خارجية
- جيري غراي على موقع مرجع كرة القدم المحترفة.كوم (الإنجليزية)